# Madona v votlini
Madonna v votlini (italijansko Vergine delle rocce) je ime dveh slik iste teme italijanskega umetnika Leonarda da Vincija, s kompozicijo, ki je enaka, razen več pomembnih podrobnostih. Različica na splošno velja kot glavna različica, starejša od obeh, neobnovljena in visi v Louvru v Parizu. Druga, ki je bila obnovljena med letoma 2008–2010, visi v Narodni galeriji v Londonu. Sliki sta visoki skoraj 2 metra in sta oljni sliki. Obe sta bili prvotno naslikani na leseni plošči, vendar je različica v Louvru prenesena na platno.
Obe sliki prikazujeta Madono in otroka Jezusa z dojenčkom Janezom Krstnikom in angelom Urijelom v skalni votlini, ki daje slikama običajno ime. Bistvene kompozicijske razlike so v pogledu in desni roki angela. Obstajajo različni načini, po katerih se deli razlikujeta, vključno z barvami, osvetlitvijo, rastlinstvom in načinom uporabe sfumato. Čeprav je datum pridruženega naročila dokumentiran, celotna zgodovina obeh slik ni znana in vodi v špekulacije o tem, katera od njih je zgodnejša.
Z naročilom sta povezani še dve sliki: stranske plošče, v katerih je angel, ki igra na glasbilo, dokončali pa ju Leonardovi sodelavci. Obe sta v Narodni galeriji v Londonu.

## Slike

### Slika v Louvru
Večina umetnostnih zgodovinarjev je prepričana, da je Madona v votlini, ki je v Louvru zgodnejša in datira v leta 1483–1486. Večina se strinja, da je delo v celoti Leonardovo. Je približno 8 cm višja od londonske različice. Prvi nedvoumen zapis te slike je iz leta 1625, ko je bila v francoski kraljevi zbirki. Splošno sprejeto je, da je bila ta slika narejena za izpolnitev naročila iz leta 1483 v Milanu. Hipoteza je, da je Leonardo zasebno prodal to sliko in da je londonska različica naslikana pozneje, da bi izvedel naročilo. Obstajajo številne druge teorije, ki pojasnjujejo obstoj dveh slik. Ta slika velja za popoln primer Leonardove tehnike sfumato.

### Slika v Londonu
Zelo podobno sliko v Narodni galeriji v Londonu pripisujejo tudi Leonardu da Vinciju in ima pripisan datum pred letom 1508. Prvotno so mislili, da so jo delno naslikali Leonardovi pomočniki. Natančen pregled slike med restavriranjem med letoma 2008 in 2010 pa je konservatorje iz Narodne galerije privedel do zaključka, da je večji del dela roka Leonarda, vendar se razprava nadaljuje. Del slike, zlasti cvetje, nakazuje sodelovanje in je privedlo do ugibanj, da je delo morda povsem drugih rok, morda Leonardovega pomočnika Giovannija Ambrogio de Predisa in morda Evangelista da Pian di Meleta.
Naslikana je bila za kapelo bratovščine Brezmadežnega spočetja v cerkvi San Francesco Maggiore v Milanu. Cerkev jo je prodala, zelo verjetno leta 1781, zagotovo pa do leta 1785, ko jo je kupil Gavin Hamilton, ki jo je odnesel v Anglijo. Po prehodu skozi različne zbirke jo je leta 1880 odkupila Narodna galerija.

### Angela
Dve sliki angelov, ki igrata na glasbila, naj bi bili del kompozicije, ki je bila postavljena v oltarni del. Ti dve sliki, ki sta zdaj v Narodni galeriji v Londonu, naj bi bili dokončani med letoma 1490 in 1495. Ena, angela v rdeči barvi, naj bi bila delo Ambrogija de Predisa, medtem ko naj bi bil angel v zeleni barvi delo drugega Leonardovega pomočnika, morda Francesca Napoletana.

## Zgodovina

### Kapela Brezmadežnega spočetja
Kapelo Brezmadežnega spočetja je pred letom 1335 ustanovila Beatrice d'Este, žena Ludovica Sforze, milanskega vojvode. Kapela je bila pritrjena na cerkev S. Francesca Grandeja v Milanu.
Leta 1479 je bratovščina Brezmadežnega spočetja s Frančiškom Zavattarijem in Giorgiom della Chiesa sklenila pogodbo za okrasitev oboka kapele. Leta 1480 je bratovščina z Giacomom del Mainom sklenila pogodbo za veliko leseno oltarno ploščo s slikami ter rezbarijami in okraski, ki bi jih postavili nad oltar kapele. Končno plačilo je bilo treba izvesti 7. avgusta 1482.

### Naročilo za sliko
25. aprila 1483 sta prior Bartolomeo Scorlione in bratovščina sklenila pogodbo z Leonardom da Vincijem ter bratoma Ambrogiom in Evangelistom de Predisom, da sta priskrbela poslikane plošče za oltarni nastavek. Pogodba ni bila natančna o tem, kaj naj vsak umetnik počne. Leonardo je bil v pogodbi omenjen kot 'mojster'. Ambrogio de Predis je bil tudi slikar. Domneva se, da je Evangelista de Predis izdelal pozlato in pomagal pri pripravi barv.
Podrobnosti o slikanju, barvanju in pozlati so bile določene v pogodbi. [12] Osrednja plošča naj bi bila slika, ki prikazuje Devico Marijo in Kristusa otroka z dvema prerokoma, verjetno Davidom in Izaijo, obdana z angeli. Nad njimi naj bi bila luneta, ki bi vsebovala reliefno ploščo Boga in Device Marije, pod katero bi bila plošča z jaslicami. Reliefne figure naj bi bile pobarvane in pozlačene. Na obeh straneh osrednje slike naj bi bile poslikane plošče, ki prikazujejo štiri angelske glasbenike na eni in štiri pojoče angele na drugi. Številne kiparske reliefne plošče naj bi upodabljale življenje Device Marije.
Datum namestitve je bil 8. december 1483, praznični dan Brezmadežnega spočetja, za njegovo dokončanje pa so imeli sedem mesecev.

### Plačilo
1. maja 1483 je bilo začetno plačilo 100 lir. Sledila so plačila 40 lir na mesec od julija 1483 do februarja 1485 v skupni vrednosti 800 lir. Končno plačilo naj bi se izpogajalo po zaključku in izročitvi dela decembra 1483.
Med letoma 1490–95 sta Ambrogio in Leonardo pisala bratovščini, in poleg pogodbenih 800 lir, zahtevala še 1200 lir. Bratovščina jim je na podlagi zahtevka ponudila le 100 lir. Leonardo in Ambrogio sta nato pozvala Ludovica Sforzo, milanskega vojvodo, da posreduje v njunem imenu. Predlagano je bilo, da oltarni nastavek ocenijo strokovnjaki in predlagajo končno plačilo. Umetniki so tudi predlagali, da če ne bi mogli doseči dogovora glede cene, bi morali umetniško delo odstraniti. 
Leta 1503 se je Ambrogio ponovno pritožil za plačilo, v svojem imenu in dedičev njegovega zdaj že pokojnega brata Evangelista. 9. marca 1503 je francoski kralj Ludvik XII., ki je leta 1499 napadel Lombardijo, pisal milanskemu poveljniku z zahtevo, da v imenu umetnikov posreduje. 23. junija 1503 je bratovščina dostavila listino, s katero je izpodbijala prošnjo za oceno ali vrnitev slike. 27. aprila 1506 je bila opravljena ocena. Ocenjeno je bilo, da je delo še vedno nepopolno. Leonarda so prosili naj ga dokonča, vendar je bil odsoten iz Milana.
18. avgusta 1508 je bila slika dostavljena in postavljena na svoje mesto. 7. avgusta 1507 in 23. oktobra 1508 je Ambrogio prejel dve plačili v skupni vrednosti 200 lir. Prejemnik tega plačila je v dopisovanju priznan Leonardu.

### 1524–2011

#### Slika v National Gallery
Leta 1524 in 1576 so k Madoni v votlini v kapeli Brezmadežnega spočetja, verjetno londonska različica, molili, da bi jih rešila kuge. Leta 1576 so oltarni del odstranili iz kapele, ki je bila nato porušena. Sredi leta 1785 je slikar in trgovec Gavin Hamilton kupil Madono v votlini od grofa Cicogneja, upravnika verske skupnosti, ki je nasledila bratovščino Brezmadežnega spočetja. Hamiltonovi dediči so sliko prodali lordu Lansdownu. Leta 1880 je sliko Earl of Suffolka prodal Narodni galeriji za 9.000 gvinej. Takrat so poročali, da je v slabem stanju, nekateri kritiki so jo pripisali Leonardu, drugi pa Bernardinu Luiniju.
V juniju 2005 je bila slika pregledana z infrardečim reflektografom. Ob tem so odkrili osnutek drugačne slike pod vidno. Na osnutku je prikazana ženska, ki verjetno kleči, z iztegnjeno desnico in levo na srcu.  Nekateri raziskovalci menijo, da je bil umetnikov prvotni namen risati čaščenje dojenčka Jezusa. Številni drugi pentimenti so vidni pri rentgenskem ali infrardečem pregledu.
V letu 2009/2010 je bila slika podvržena čiščenju in konzervaciji in se na ogled vrnila julija 2010. Narodna galerija je v predhodni objavi rezultatov dela dejala, da je razkrila, da je bila slika v glavnem, morda v celoti, avtorstvo Leonarda, v delih pa nedokončana. Celotna objava ugotovitev je bila objavljena pozneje leta 2010.

#### Slika v Louvru
Leta 1625 je Madono v votlini, ki je zdaj v Louvru, v Fontainebleauju videl Cassiano dal Pozzo. Leta 1806 jo je francoski restavrator fra Hacquin prenesel s plošče na platno. Za kratek čas v letih 2011–12 so jo v Narodni galeriji obesili z londonsko sliko v okviru razstave o Leonardovi dejavnosti kot slikarja na dvoru Ludovica Sforze.

#### Stranski plošči
Dve plošči iz dokončane oltarne slike, ki vsebujeta like angelov, ki igrata glasbila, je leta 1898 pridobila Narodna galerija v Londonu.

## Predmet
Predmet obeh slik je čaščenje Kristusa otroka s strani otroka Janeza Krstnika. Ta tema se nanaša na ne-svetopisemski dogodek, ki je postal del srednjeveške tradicije potovanja Svete družine v Egipt. Matejev evangelij pripoveduje, da je bil Jožef, Marijin mož, v sanjah opozorjen, da bo kralj Herod poskušal umoriti otroka Jezusa in naj vzame otroka in njegovo mater ter pobegne na varno. [19] Obstaja vrsta nebiblijskih pripovedi, ki se nanašajo na potovanje v Egipt. Ena od teh se nanaša na Jezusovega bratranca Janeza Krstnika, katerega družina, kot je Jezusova, je stanovala v Betlehemu, kjer naj bi bil pokol nedolžnih. Po legendi je Janeza v Egipt pospremil nadangel Urijel in na poti srečal Sveto družino. [20] Spletna stran Louvra navaja angela na sliki kot 'Gabrijela' (vendar se opis slike v Louvru še vedno nanaša na Uriela). To ustreza apokrifnemu evangeliju Janeza Krstnika, ki opisuje njegovo odstranitev iz Betlehema kot Gabrijel in ne Uriel in ne omenja srečanja na poti v Egipt.
Tema Device Marije s Kristusom otrokom, ki ga je častil Janez Krstnik, je bila običajna v umetnosti renesančnih Firenc. Janez Krstnik je zaščitnik Firenc in je bil pogosto upodobljen v umetnosti tega mesta. [21] Med tistimi, ki so slikali in kiparili temo Marije in otroka, spadajo Fra Filippo Lippi, Raffael Santi in Michelangelo.
Na obeh slikah je prizor prikazan v ozadju kamnitih tvorb. Medtem ko so bili prizori rojstnega dne včasih prikazani v jami. Kenneth Clark opozarja na obstoj starejše skalnate pokrajine v čaščenju, ki ga je za družino Medici naslikal Fra Filippo Lippi, [25] postavitev brez primere slikam in dal sliki njeno običajno ime Madona v votlini.

## Opis

### Kompozicija
Dve sliki, ki zdaj pripadata Narodni galeriji v Londonu, in tisti, ki pripada muzeju Louvre v Parizu, sta po vsebini in celotni kompoziciji enaki, kar pomeni, da ena izhaja iz druge. Razlikujeta se v kompozicijskih podrobnostih, barvi, osvetlitvi in ravnanju z barvo.
Obe sliki prikazujeta skupino štirih figur, Device Marije, Kristusa otroka, dojenčka Janeza Krstnika in angela, ki so znotraj slike razporejeni v trikotno kompozicijo in postavljeni ob ozadje skalovja ter oddaljene pokrajine gora in vode. Na obeh slikah Marija naredi vrh piramidalne skupine figur, eno roko iztegne do Janeza, drugo pa dvigne nad glavo Kristusa otroka v blagoslov. Janez poklekne in z molitvijo rok gleda v Kristusa otroka. Kristus otrok sedi proti sprednji strani slike, ki jo podpira angel in v znak blagoslova dviguje desno roko proti klečečemu Janezu.

### Razlike
Kompozicijsko so vse figure v londonski sliki nekoliko večje kot v louvrski. Glavna kompozicijska razlika med obema slikama je, da medtem ko pri londonski sliki desnica angela počiva na kolenu, v louvrski roko dviga, kazalec kaže na Janeza. Oči angela so v londonski sliki zamišljeno navzdol usmerjene, v louvrski pa so usmerjene tako, da gledajo v splošno smer gledalca.
V londonski sliki so vse oblike bolj opredeljene, vključno s telesnimi oblikami oblečenih figur. Skale so naslikane natančno, medtem ko so oblike ozadja na sliki v Louvru nekoliko bolj nejasne. Kontrast med svetlobo in senco na figurah in obrazih v londonski sliki je precej ostrejši. Obrazi in oblike v louvrski sliki so sfumato bolj nežno naslikani in nežno zabrisani. Osvetlitev v barvi louvrske je mehkejša in videti toplejša, vendar je to lahko posledica tona laka na površini. V skladu s svojim konzervativnim ravnanjem z Leonardovimi deli, louvrska slika ni bila podvržena znatnemu obnavljanju ali čiščenju. Slika v Louvru ostaja taka, kot je bila leta 1939, ko je Kenneth Clark pripomnil, da »barv, vrednosti ali splošnega tona originala ne moremo oblikovati tako, da je pokopan pod plastjo debelega rumenega laka. V temnih je nekaj mešanice bitumna povzročilo, da je površina razpokala kot blato, po vsej sliki pa je nešteto kosov starega prebarvanja. Vse to je treba upoštevati, preden rečemo, da je bil Leonardo v tem času temni slikar in nezanimiv kolorist.«
Druga razlika je v barvanju oblačil, zlasti angela. Londonska slika ne vsebuje rdeče barve, medtem ko je v louvrski sliki angelova halja v svetlo rdeči in zeleni barvi, pri čemer so obleke razporejene drugače kot angela v Londonu. Londonska različica vsebuje tradicionalne atribute, ki manjkajo v različici Louvre, halo in Janezov tradicionalni križ iz trsja. Davies pravi, da »ni gotovo«, če so te podrobnosti, ki so pobarvane v zlatu, sodobne sliko ali jih je dodal poznejši umetnik. Pri obeh slikah so podrobnosti cvetov precej različne, pri čemer so v louvrski botanično natančne, tiste v londonski sliki pa domišljijske kreacije.

### Angel glasbenik
Dve sliki angelov, ki sta povezani z Madono v votlini in sta v Narodni galeriji, nista pravilno izpolnjeno prvotno naročilo za dve plošči, na katerih bi morali biti štirje angeli, pojoči na eni strani in igrajoči na glasbila na drugi. Sta samo dva glasbenika, oba sta gledata v isto smer in oba igrata na glasbilo. Eden v zeleni barvi igra fidel (srednjeveško godalo), drugi pa v rdeči barvi. Položaj stopal in draperije sta podobna, kar kaže na to, da je deloma uporabljena enaka zasnova obeh. Velja, da je angel v rdeči barvi delo Ambrogija de Predisa. [30] Angel v zeleni barvi je delo neznanega Leonardovega sodelavca. Nacionalna galerija nakazuje, da bi to lahko bilo delo Francesca Napoletana.
V obeh primerih angel stoji v sivo pobarvani niši. Reflektogram angela v zeleni barvi s fidelom je razkril del pobarvane pokrajine. Ozadja Angela v rdeči barvi z lutko ni bilo mogoče določiti, ker je siva barva na tej sliki gosta in neprozorna. Medtem ko je običajno mišljeno, da sta bili obe angelski plošči prvotno postavljeni na obeh straneh osrednje plošče, pa članek, ki ga je objavila Narodna galerija, kaže, da sta bila postavljena višje na oltarni del.